# ハリソン郡 (テキサス州)
ハリソン郡（英: Harrison County）は、アメリカ合衆国テキサス州に位置する郡である。人口は6万8839人（2020年）。郡庁所在地はマーシャルである。州東部に位置しており、弁護士及びテキサス革命家、ジョナス・ハリソンの名を取って命名された。

## 地理
アメリカ合衆国統計局によると、この郡は総面積2,370 km2 (915 mi2) である。このうち2,328 km2 (899 mi2) が陸地で42 km2 (16 mi2) が水地域である。総面積の1.79%は水地域となっている。

### 隣接する郡
- マリオン郡 (北)
- ルイジアナ州カドー郡 (東)
- パノラ郡 (南)
- ラスク郡 (南西)
- グレッグ郡 (西)
- アップシャー郡 (北西)

## 人口動勢

2000年国勢調査に基づくハリソン郡の人口ピラミッド

2000年現在の国勢調査で、この郡は人口62,110人、23,087世帯、及び16,945家族が暮らしている。人口密度は27/km2 (69/mi2) である。11/km2 (29/mi2) の平均的な密度に26,271軒の住宅が建っている。この郡の人種的な構成は白人71.35%、アフリカン・アメリカン24.03%、先住民0.35%、アジア0.31%、太平洋諸島系0.04%、その他の人種2.86%、及び混血1.06%である。ここの人口の5.34%はヒスパニックまたはラテン系である。
この郡内の住民は26.80%が18歳未満の未成年、18歳以上24歳以下が10.00%、25歳以上44歳以下が27.10%、45歳以上64歳以下が23.00%、及び65歳以上が13.10%にわたっている。中央値年齢は36歳である。女性100人ごとに対して男性は94.10人である。18歳以上の女性100人ごとに対して男性は89.90人である。
この郡内の世帯ごとの平均的な収入は33,520米ドルであり、家族ごとの平均的な収入は41,112米ドルである。男性は32,451米ドルに対して女性は20,913米ドルの平均的な収入がある。この郡の一人当たりの収入 (per capita income) は16,702米ドルである。人口の16.70%及び家族の12.90%は貧困線以下である。全人口のうち18歳未満の21.80%及び65歳以上の14.60%は貧困線以下の生活を送っている。

## 都市及び町
- Elysian Fields
- ジル
- ホールズビル
- Harleton
- ジョーンズビル
- Karnack
- Latex
- ロングビュー (郡内の一部)
- マーシャル
- Nesbitt
- Scottsville
- Uncertain
- Waskom
- ウッドローン